# Синаптотагмін
Синаптотагмін (англ. synaptotagmin) - трансмембранний кальцій-зв'язуючий білок, який відіграє важливу роль у внутрішньоклітинному мембранному транспорті.

Синаптотагмін і SNARE-комплекс. Синаптотагмін (показаний зверху рожевим кольором) пов'язаний з мембраною секреторної везикули трансмембранним доменом. Два кальцій-зв'язуючих домени (C2A і C2B; іони кальцію показані червоним кольором) беруть участь у взаємодії з білком SNAP-25 трибілкового комплексу SNARE

## Відкриття
Використовуючи методи біохімії та молекулярної біології, лауреат Нобелівської премії з фізіології або медицини Томас Зюдгоф (Стенфордський університет, США) ідентифікував білки, що відіграють важливу роль у роботі синаптичних везикул. Він показав, що один з білків везикулярної мембрани — синаптотагмін — має два окремих домени: один для зв'язування з кальцієм, інший — з фосфоліпідним шаром мембрани. Це вказало на його потенційну значимість для вивільнення нейромедіатора, тому що підвищення внутрішньоклітинної концентрації кальцію супроводжує активацію нейрона. За допомогою методів створення трансгенних тварин  Зюдгоф з'ясував функціональну роль синаптотагміна і декількох інших везикулярних білків, необхідних для швидкого викиду нейромедіатора у відповідь на кальцієвий сигнал.

## Структура та функції
В основі секреції медіатора в хімічних синапсах лежить процес екзо- та ендоцитозу синаптичних везикул в активних зонах. Екзоцитоз синаптичних везикул здійснюється за участю ряду білків, в тому числі синтаксинів, які в даному процесі відіграють ключову роль. У цьому процесі синтаксини взаємодіють з групою білків синаптотагмінів мембрани синаптичних везикул. Синтаксини і синаптотагміни є головними Са2+-сенсорами екзо- і ендоцитозу, просторово сполученими з Са2+-каналами.
Синаптотагмін у людини та інших ссавців представлений 17 ізоформами білка, що кодуються окремими генами: SYT1, SYT2, SYT3, SYT4, SYT5, SYT6, SYT7, SYT8, SYT9, SYT10, SYT11, SYT12, SYT13, SYT14, SYT15, SYT17. 
Молекула синаптотагміна складається з N-кінцевого трансмембранного фрагмента, зв'язуючого елементу, та двох C2 доменів (C2A і C2B), що зв'язують кальцій. Синаптотагмін є кальцієвим сенсором, який бере участь в останніх стадіях викиду нейромедіатора в синаптичну щілину. При цьому він зв'язується з нейрексином-1α і SNAP25, здійснюючи утримання секреторної везикули біля пресинаптичної мембрани, і бере участь у викиді нейромедіатора за рахунок регуляції SNARE-комплексу при підйомі концентрації кальцію.
Зв'язуючись з кальцієм в певному інтервалі концентрацій, синаптотагмін змінює ступінь своєї взаємодії з білками синаптичних везикул і плазматичної мембрани. У мутантних тварин, у яких відсутній ген, що кодує синаптотагмін, стимуляція аксона не надає ефекту або має незначний вплив на вивільнення медіаторів, хоча спонтанне вивільнення медіаторів підвищено. Таким чином, синаптотагмін діє як регулятор, що запобігає зливанню мембран за відсутності кальцію і підсилює злиття мембран і екзоцитоз при надходженні кальцію всередину клітини.

## С-кінцевий С2 домен
Показано, що С-кінцевий С2 домен синаптотагміну складається з 130-140 амінокислотних залишків. Також на прикладі синаптотагміну 1 було доведено, що С2 домен служить для зв'язування кальцію. Дослідження синаптотагміну-1 за допомогою ядерного магнітного резонансу (ЯМР) показали, що кальцій зв'язується виключно з верхньою петлею, і цей процес координується залишками аспартату: три іони кальцію зв'язуються з C2A доменом через D172, D178, D230, D232,D235 і D238 і два іони кальцію зв'язується з C2B доменом через D303, D309, D363, D365 і D371. Не всі ізоформи синаптотагміну у домені С2 зв'язують іони кальцію, а лише Syt1, Syt2, Syt3, Syt5, Syt6, Syt7, Syt9, Syt10. Ці вісім ізоформ синаптотагміну задовольняють потреби у зв'язуванні кальцію для регулювання екзоцитозу. Інші сім ізоформ не зв'язуються з кальцієм у зв'язку з нестачею кислотних залишків, що координують зв'язування, або з специфічною їх просторовою орієнтацією.
Домен С2А регулює злиття синаптичних везикул під час екзоцитозу Також кінетика Ca2+-залежного зв'язування фосфоліпідів доменом C2A in vitro збігається з дуже швидкою механікою вивільнення нейромедіаторів (впродовж 0,2 с).. Домен C2B зв'язується з фосфатидил-інозитол-3,4,5-трифосфатом при відсутності іонів кальцію і фосфатидил-інозитол-бісфосфатом в їх присутності, припускають, що ліпідні взаємодії відбувається під час деполяризації клітинної мембрани.
Нещодавно було показано, що синаптотагмін-1 може витісняти комплексин з SNARE-комплексу в присутності кальцію. Вважається, що це один з останніх кроків у процесі екзоцитозу.